# East London line
East London Line foi uma das linhas do Metropolitano de Londres. Originalmente ia de Shoreditch a New Cross e New Cross Gate. Atualmente é uma linha do London Overground. Ela foi reaberta em 2010.